# Basetni klarinet
Basetni klarinet je klarinet ugođen u tipkama A ili Bb (vrlo rijetko čak i u tipkama G ili C), čiji je domet velika terca veća od one normalnog klarineta (sopran klarinet), napisanog u C 2. Najniže note c, cis, d i es, koje ne postoje u redovnom klarinetu, nazivaju se baset notama. Ti tonovi proizvode zvuk sličan zvuku basetnog roga. Čitav je tonski raspon zabilježen od C 2 do D 6, svirajući u A ili Bb ugađanju od A 1 do B 5 ili od b 1 do C 6; stoga sadrži četiri oktave plus ton za razliku od sopran klarineta, s četiri oktave manje jedan ton.

## Povijest
Basetni klarinet, poput basetnog roga, izumljen je u nekoliko modela počevši od 1770. godine, s različitim dizajnom, različitim ugađanjima i s različitim imenima. Oko 1788. godine bečki graditelj Theodor Lotz zajedno s najpoznatijim klarinetistom tog vremena Antonom Stadlerom, bliskim Mozartovim prijateljem, razvio je instrument za Stadlera s tuningom u A. Skica ovog klarineta nalazi se na oglasu za koncert Stadlera u ožujku 1794. u Rigi. Za ovaj instrument Mozart je napisao prvu skladbu za klarinet i gudački kvartet 1789. godine (KV 581) koju je Stadler prvi put izveo 22. prosinca 1789. godine u Beču sa svojim novim basetnim klarinetom. Mozart je za ovaj instrument napisao i poznati Koncert u A-duru za klarinet i orkestar, KV 622. Ovu je skladbu također prvi put izveo Stadler, 16. listopada 1792 godine u Pragu.
Međutim, basetni klarinet se nije uspio etablirati u obitelji klarineta. Nakon smrti Mozarta, a posebno Stadlera (1814.), interes i upotreba instrumenta zapravo su izgubljeni, kao što se može vidjeti u videu "Mozartov izgubljeni klarinet". Partiture kvinteta i koncerta također su izgubljeni. Ovi su sastavi distribuirani samo u transkribiranim verzijama za redoviti klarinet sve dok u drugoj polovici 20. stoljeća neki klarinetisti nisu pokušali rekonstruirati izvorne verzije za basetni klarinet.
Od tada je instrument dobio važnost zahvaljujući njemačkom proizvođaču klarineta Herbertu Wurlitzeru. Godine 1984. izradio je moderni basetni klarinet za poznatu klarinetisticu Sabine Meyer, koja je u međuvremenu izvodila Mozartov koncert za klarinet, a povremeno i svoj kvintet klarineta u rekonstruiranim verzijama, nakon čega su slijedili drugi svjetski poznati solo klarinetisti, kao što su David Shifrin, Antony Pay, Kari Kriikku, Alessandro Carbonare, Martin Fröst, Sharon Kam, Colin Lawson, Shirley Brill i Annelien Van Wauwe. Američki klarinetist Charles Neidich, Talijan Luca Lucchetta, Nizozemac Vlad Weverbergh i Šveđanin Stefan Harg, svi uključeni u praksu povijesnih performansa, sviraju Mozarta na replikama Stadlerovog basetnog klarineta. Čak i u izvedbama Mozartove La clemenza di Tito nell'aria "Parto, ma tu ben mio" (br. 9), basetni klarinet u B sve se češće koristi umjesto normalnog klarineta.
Češki klarinetist Jiří Kratochvíl nazvao je Stadlerov klarinet basetni sredinom 20. stoljeća i otad je pojam općeprihvaćen.:17. Svjetska premijera ovog klarineta bila je u Pragu, na kojem je odsvirao 16. listopada 1791. godine.:16.
Budući da su basetni klarineti bili rijetki onda kao i sada, dio klarineta ubrzo je prepravljen za normalan klarinet u A. 
Postoji pretpostavka da je Stadler planirao proširiti basetni rog kromatskim tonovima, pisanim cisom i disom malim. Zbog tehničkih ograničenja, s čime se Mozart često suočavao, bilo zbog nedostupnosti glazbala bilo zbog mogućnosti samog glazbala, prepravilo se glazbenu zamisao. Ovdje je slučaj da je zakrivljena cijev basetnog roga kompliciranija za zahvat kakav je zamislio Stadler, dok je cijev basetnog klarineta ravna te time jednostavnija za dodavanje tipaka, Stadler je odlučio te tonove dodati na basetni klarinet. Mozart je shodno tome prepravio skladbu za klarinet in A.:15.
Za češkog klarinetista Milana Kostohryza izrađen je 1950. prvi basetni klarinet in A Boehmova sustava. Popularnost basetnog klarineta narasla je tek 1980-ih, a danas je to općeprihvaćeno glazbalo za sviranje Mozartovog Koncerta i Kvinteta.:17.
Instrument se rijetko koristi u jazz i klezmer glazbi. Njemački jazz klarinetist Theo Jörgensmann svira basetni klarinet u B.

## Izgradnja
Moderni basetni klarinet identičan je odgovarajuće ugođenom sopran klarinetu, s tim da je donji dio tijela približno 18 cm duži za moći proizvesti najdublje note. Klarinetist koji želi imati oboje, normalni klarinet i basetni klarinet u A, mora kupiti samo klarinet s dvama donjim tijelima, jednim normalnim i jednim dužim od basetnog (vidi sliku gore desno). Također može postojati mala razlika u zvonu: u normalnom klarinetu usmjereno je prema dolje, dok za basetni klarinet također možete imati zvono okrenuto malo prema gore i prema naprijed preko nagnutog adaptera (vidi sliku dolje desno).

## Sastavi
Od Mozarta do danas ima do 60 skladbâ za ovo glazbalo. Najznačajnije su već spomenute skladbe:
- W. A. Mozart: Kvintet za basetni klarinet, 2 violine, violu i violončelo u A-duru, KV 581
- W. A. Mozart: Koncert za basetni klarinet i orkestar u A-duru, KV 622
- W. A. Mozart: Opera La Clemenzia di Tito, br. 9, Sesto aria “Parto, parto, ma tu ben mio”, za mezzosopran, B basetni klarinet i orkestar.

Većina ostalih skladbâ nastala je nakon 1950. godine i odnosi se na:
- 'Koncerti sa solističkim basetnim klarinetom:'  između ostalih Joan Tower (* 1938. SAD), Manfred Trojahn (* 1949. Njemačka), Helmut Eisel (* 1955. Njemačka),

- 'Komadi za basetni klarinet solo:'  među ostalim Michiko Kawagoe (Japan), Aribert Reimann (* 1936. Njemačka), Ondrej Sarek (Češka), Christopher M. Wicks (* 1975., SAD),

- 'Duet s basetnim klarinetom:'  među ostalima i Harrison Birtwistle. (* 1934. Engleska), Istvan Bozicevik (Hrvatska),  Erica Fox (* 1936. Austrija / UK), Patrick Nunn (* 1969. UK), Meinrad Schmitt (* 1935., Njemačka), William Sweeney. (* 1950. UK)

- 'Trio s basetnim klarinetom:'  među ostalima François Devienne. (1759. – 1803. Francuska), Helmut Eisel,

- 'Kvinteti s basetnim klarinetom:'  između ostalih Harrison Birtwistle, Antonín Dvořák (1841. – 1904. Austrija / Mađarska)

- 'Veliki ansambli komorne glazbe s basetnim klarinetom:'  među ostalim Klaus Huber (1924-2017, Bern)

- 'Orkestralna glazba i opere s basetnim klarinetom:'  između ostalih Thomas Adés (* 1971. UK), WA Mozart (1756. – 1791.), opera "Cosi fan tutti "arija Ferranda (br. 24)" Ah! Io veggio "i Ferdinando Paer (1771. – 1839.), opera" Sargino "(1803.), arija" Una voca al cor mi parla".

## Vanjske poveznice
- Video: moderni basetni klarinet (Buffet/Fox), zvučne prevara Allegra i Adagia iz Mozartovog koncerta (2:06 min.)
- Video: cmoderni basetni klarinet (Backun), campione sonoro dell'Adagio del Concerto di Mozart (53 sec.)
- Video: Mozart's lost Clarinet (Mozartov izgubljeni klarinet) (58 min.)